# Sébastien Minard
Sébastien Minard (født 12. juni 1982) er en fransk tidligere professionel cykelrytter, som cyklede for det professionelle cykelhold Ag2r-La Mondiale.